# Гинзберг, Инге
Инге Гинсберг (нем. Inge Ginsberg; урожд. Ингеборг Нойфельд (нем. Ingeborg Neufeld) 27 января 1922, Вена — 20 июля 2021) — австрийско-швейцарская журналистка, писательница и певица.

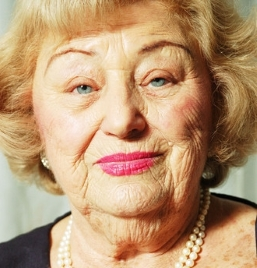
Инге Гинсберг в 92 года

## Жизнь
Ингеборг Нойфельд родилась в зажиточной еврейской семье и выросла в Вене. Корни семьи прослеживаются на территории Австрии на VIII веков, до места жительства евреев в аббатстве Мельк.
После так называемого аншлюса Австрии в «Великую Германию» в 1938 году жизнь её семьи была разрушена. Отец, Фриц Нойфельд, был отправлен в концентрационный лагерь Дахау, а затем в 1939 году был в числе 937 еврейских пассажиров на пассажирском корабле HAPAG «Сент-Луис» во время его долгих странствий до Кубы и обратно.
Мать смогла бежать через Альпы в Швейцарию в 1942 году вместе со своими двумя детьми, Инге и Хансом Вальтером, после нескольких лет нелегального нахождения в Вене. Нойфельды затем оказались, как и многие другие беженцы, сначала в центре приёма Адлисвиль, а затем в нескольких трудовых лагерях: Люцерне, Лангенбрюке и Лугано.
В 1944 году Инге при посредничестве предложили работу домработницы в Лугано. Она работала на вилле, финансируемой OSS, американской разведывательной службой, откуда шпионила против немецких войск в северной Италии.
После войны Инге вышла замуж за Отто Колльмана, который сбежал с ней из Вены. В последующие годы они жили в основном в Цюрихе и вместе работали над своей музыкальной карьерой.
Инге рассталась со своим мужем в 1956 году и работала журналисткой в Weltwoche в Цюрихе. По приглашению Института Вейцмана она смогла улететь по новой прямой линии Цюрих-Тель-Авив на первом рейсе Эль-Аль.
В Израиле она познакомилась со своим вторым мужем Хансом Крюгером, управляющим первым роскошным отелем в Израиле — «Дан» — и вышла за него замуж в 1960 году. Этот брак снова сделал её благополучной. Первоначально она планировала вести жизнь пионера в кибуце. Квартиру в Тель-Авиве она купила на деньги от продажи трёх ферм недалеко от Хайфы. Их приобрела её бабушка, сионистка, в 1936 году.
В Израиле Инге также встретила своего третьего мужа, тоже еврейского эмигранта из Вены. Вместе с Куртом Гинзбергом Инге переехала в Эквадор и вышла за него замуж после трудного развода с Гансом Крюгером в 1972 году. Она написала несколько книг о своей жизни в Эквадоре. Пара поочередно жила в Кито, Тель-Авиве и в Швейцарии. По состоянию здоровья пара Гинзберг переехала в Нью-Йорк. Когда Курт Гинзберг умер в 1999 году, Инге Гинсберг сохранила его фамилию и с тех пор живёт в Швейцарии (Цюрих/Ароза), а также в Нью-Йорке.

## Шпионаж

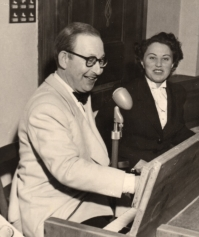
Инге и Отто Колльман около 1950

В 1944 году Отто Колльман работал тапёром в кафе Federale в Лугано. Он был завербован американской секретной службой OSS и занимался прослушкой немецкоязычных гостей. Благодаря его посредничеству Инге была нанята в качестве экономки на дипломатическую виллу Вестфаль. Жителями виллы были в основном американцы, но также итальянцы, приходившие и уходившие через близлежащие границы, чтобы бороться против немецких оккупантов и итальянских фашистов. Инге активно участвовала в контрабанде оружия из Тичино в зону военных действий и отправке раненых из Италии в Швейцарию. Эта работа проводилась под руководством майора Макса Вайбеля, начальника разведывательного отдела 1 (NS-1, Rigi) Швейцарской армии.
В начале мая 1945 года Инге стала свидетельницей секретной операции, когда люди с «их» виллы освободили человека, который был в руках других партизанских групп. Этим человеком был генерал СС Карл Вольф, главнокомандующий немецкими войсками на севере Италии. Эта кампания под названием «Операция Санрайз», в которой также участвовали швейцарские разведчики, закончила войну на севере Италии шестью-восемью неделями ранее. Это было частью соглашения между немцами и американцами, благодаря которому удалось защитить итальянские культурные ценности, такие как «Тайная вечеря» да Винчи в Милане, от надвигающегося разрушения.
В мае 1945 года, после окончания войны, американцы уволили Инге и Отто со службы. В Европе начиналась холодная война, и приоритеты изменились. Инге и Отто Колльман отказались от продолжения шпионской деятельности против Советов в Вене.

## Музыкальная карьера

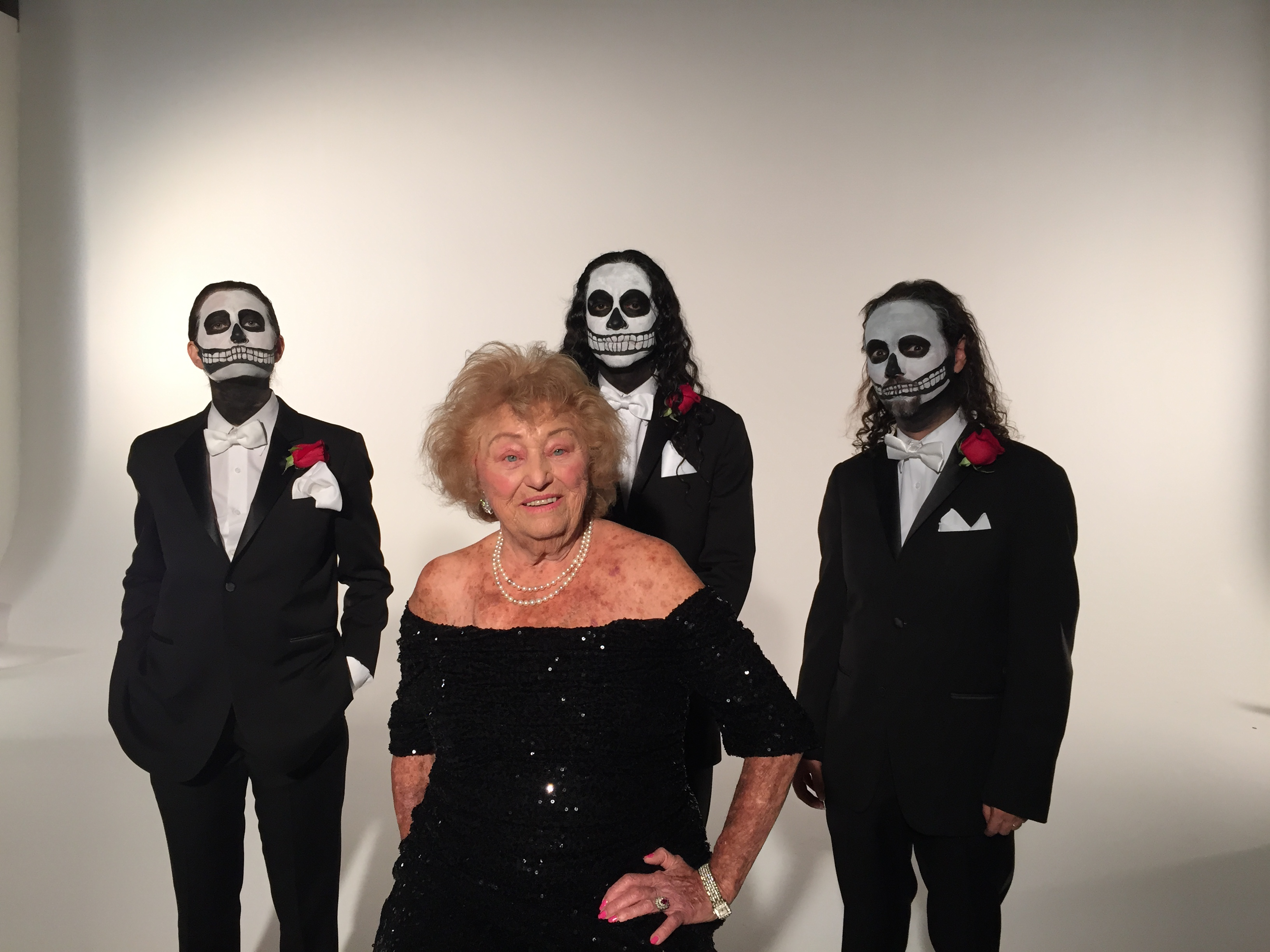
Инге и Короли Тритона 2014

В 1949 году швейцарская компания Musikvertrieb наняла Колльманов в качестве домашнего композитора. Отто Колльман писал по десять песен в неделю, из которых отбирались одна или две. Исполнителями были такие звёзды как Вико Торриани и Лис Ассия. Компания Musikvertrieb была интегрирована в TELDEC Telefunken-Decca records GmbH, детище немецкой Telefunken и британской DECCA. При посредничестве друга Kollmanns могли также продавать свою музыку кинокомпании Gloria. Известные песни Der Cowboy hat immer ein Mädel, Madeleine или Sing, sing Gitano.
В 1955 году Capitol Records наняла чету Колльман для написания песен для Голливуда. Несмотря на знакомство с такими знаменитостями, как Дорис Дэй, Дин Мартин или Нэт Кинг Коул, пара чувствовала себя там не очень хорошо и вскоре вернулась в Европу. Тем не менее, они оставили там свой след, их песни пели Дин Мартин (Try Again) или Нат Кинг Коулз (Merci, Merci).
Гинсберг начала вторую музыкальную карьеру в 2013 году, став кандидатом с песней Inge Ginsbergs Song на Конкурс Песни Евровидение 2014. Песня о самоубийствах среди молодёжи не прошла отбор на конкурс.
«Пой, ешь, пей и смейся, тогда дьявол отправляется в ад» — это песня Totenköpfchen, которую пела Инге Гинзберг вместе с метал-группой The TritoneKings в качестве претендентов на роль конкурсантов от Швейцарии на Евровидение 2015. В швейцарском зрительском голосовании они достигли только 18-го места. Для участия Швейцарии в конкурсе Евровидение 2016 в Швеции была написана и записана новая песня. И снова Инге Гинзберг работала вместе с TritoneKings.
В 2020 году в возрасте 98 лет перенесла COVID-19. Умерла 20 июля 2021 года в Цюрихе в возрасте 99 лет.

## Публикации
- Die Partisanenvilla. Erinnerungen an Flucht, Geheimdienst und zahlreiche Schlager. Herausgegeben von Manfred Flügge. DTV, Мюнхен 2008, ISBN 978-3-423-24680-4.
- No Flowers in the Rainforest. Gray Rabbit Publishing, Нью-Йорк 2013, ISBN 978-1-61720-741-9 (als Inge Ginsberg-Kruger).
- A Life Story. The Poems of Inge Ginsberg. Gray Rabbit Publishing, Нью-Йорк, ISBN 978-1-62755-632-3.